# 于贝尔·伯夫-梅里
于贝尔·伯夫-梅里（Hubert Beuve-Méry，1902年1月5日—1989年8月6日），法国记者，《世界报》的创始人。

## 生平
伯夫-梅里出生于巴黎，尽管出身贫寒，并经历过一战的洗礼，他还是完成了高等院校的学业，并在布拉格的法语学院担任老师。在那里，他专心研究欧洲连年战争带来的危害，并成为巴黎多家报社的通讯员。
在1940和1941年间，于贝尔·伯夫-梅里参与并领导依泉干部学院（École des cadres d'Uriage）的的日常活动。这个学院由維希法國创立，目的是为法国青年团（les Chantiers de la jeunesse française）培养未来的骨干。可是它在1942被取消，学院中的一些活跃分子后来投身到法国抵抗运动中去。
伯夫-梅里在1941年的《思想报》(Esprit) 上发表的《国家的革命，人类的革命》（Révolutions nationales, révolution humaine）中宣称：“革命需要的是：革命领导人，革命幹部，革命部队，革命信念或奇迹。國家的革命已經有了領導人及他的廣泛思想網領。現在正需要的是革命幹部。”
他加入了塔恩省的抗德游击队，为自由而战。1943到1944年，他当上了法国国民军（Forces françaises de l'intérieur）的中尉。
1944年十月，他担任周报《现时报》（Temps présent）的编辑。
1944年，于贝尔·伯夫-梅里为响应戴高乐的号召，在政府的帮助下，创立了一份取代《时报》（Le Temps）的参考日报，这就是《世界报》。他以Sirius作为笔名发表每期的社论，并担任此报的总编直到退休。
1972年，成为金羽自由奖（la plume d'or de la liberté）的得主。1989年卒于枫丹白露。

## 著作
- Paroles écrites, texte mis en forme par Pierre Henry Beuve-Méry à partir d'entretiens réalisés par Jean-Claude Barreau et Pierre-André Boutang.